# Aspidosiphon albus
Aspidosiphon albus är en stjärnmaskart som beskrevs av Murina 1967. Aspidosiphon albus ingår i släktet Aspidosiphon och familjen Aspidosiphonidae. Inga underarter finns listade i Catalogue of Life.